# Frederic Lliurat i Carreras
Pour les articles homonymes, voir Carreras.
Frederic Lliurat i Carreras, né le 21 mars 1874 à Barcelone et mort le 14 janvier 1956 dans la même ville, est un pianiste et critique musical catalan.

## Biographie
Frederic Lliurat i Carreras a étudié le piano avec Joan Baptista Pujol, Enrique Granados et Felipe Pedrell, et a approfondi ses connaissances musicales auprès de Charles Wilfrid de Bériot, à Paris, et auprès de Arthur De Greef, à Bruxelles.      
Il s'est produit à Paris, Bruxelles et Barcelone. Il a tenu la critique musicale à La Veu de Catalunya et a été rédacteur en chef de la Revista Musical Catalana (ca). Il a publié La música i els músics (1933), recueil de critiques, et Teoría de la música (1941).